# Leeton Shire
Leeton Shire är en kommun i Australien. Den ligger i delstaten New South Wales, i den sydöstra delen av landet, omkring 460 kilometer väster om delstatshuvudstaden Sydney. Antalet invånare var 11 168 vid folkräkningen 2016.
Följande samhällen finns i Leeton:
- Leeton
- Whitton
- Murrami
- Gogeldrie